# Sahūr

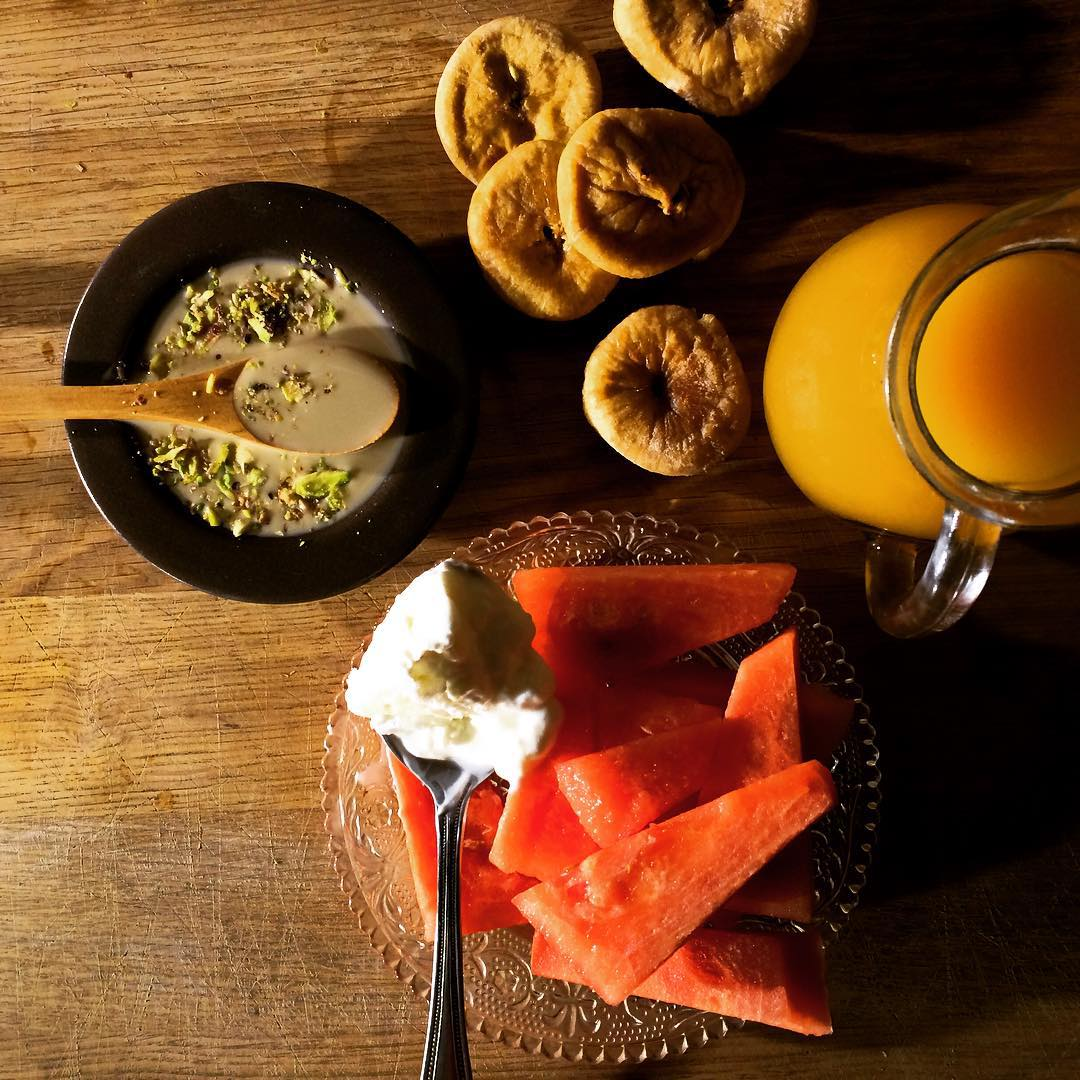
Ein gedeckter Suhur-Tisch in Jordanien

Sahūr (arabisch سحور, DMG saḥūr) ist im islamischen Fastenmonat Ramadan die letzte Mahlzeit vor der Morgendämmerung und somit vor dem Beginn des Tagesfastens. Sie findet im letzten Drittel der Nacht statt. Der Begriff bezeichnet die Speisen und Getränke, die man in dem genannten Zeitraum, den man die „Zeit des Saḥar“ nennt, verzehrt. Der Begriff suḥūr ist die Infinitivform (maṣdar) und bezeichnet die Handlung selbst.
In diesem Sinne lässt man den Propheten in einem Hadith sprechen: „wie vorzüglich ist die Speise (saḥūr) des Gläubigen aus Datteln.“ Der Spruch wird in einer bei Ibn ʿAsākir verzeichneten Variante ergänzt mit: „wie vorzüglich ist Essig als Zutat zur Speise. Gott möge sich derjenigen erbarmen, die diese Speisen verzehren.“ Neben Datteln (tamr) wird in einigen Traditionen auch Brei (sawīq), sowie Wasser als Getränk  empfohlen. Der Genuss der Saḥūrspeisen und Getränke wird vom Propheten direkt empfohlen und gilt daher in der Jurisprudenz als Sunna bzw. als empfohlene Handlung (mandūb): „Nehmt das Saḥūrmahl ein, denn im Saḥūrmahl liegt Segen“. Der Spruch wird in den großen Hadithsammlungen mehrfach überliefert.
In Richtung Verpflichtung der saḥūr-Mahlzeit weist eine dem Propheten zugeschriebene und bei an-Nasāʾī (gest. 915) verzeichnete Anweisung: „Euch obliegt die saḥūr-Mahlzeit, denn sie ist die gesegnete Mahlzeit“. In die gleiche Richtung weist auch eine im as-Sunan al-kubrā von an-Nasāʾī erhaltene Tradition, die auf einen namentlich nicht genannten Kronzeugen zurückgeführt wird, der den Propheten beim Verzehr der Saḥūrmahlzeit gesehen haben will, der seinerseits gesagt haben soll: „dies ist ein Segen, den Gott euch geschenkt hat. Unterlasst es (suḥūr) nicht!“
Angesichts einer beachtlichen Gruppe von Hadithen, die lediglich auf die Generation der Sahāba zurückgehen, oder Anonyme, wie in diesem Fall, als Kronzeugen angeben, ist es fraglich, ob die Suḥūrgewohnheiten und ihre Stellung im Fastenritual durchgehend als Prophetensunna zu gelten haben.
Das Ende der saḥūr-Mahlzeit ist im Koran, Sure 2, Vers 187,  festgelegt:

„… und eßt und trinkt, bis ihr in der Morgendämmerung einen weißen von einem schwarzen Faden unterscheiden könnt!“

Der Koranvers sagt über den obligatorischen Abbruch des Saḥūr allerdings nichts Konkretes aus, denn im islamischen Traditionswesen und der Koranexegese unterscheidet man zwischen der (ersten) Morgendämmerung (fadschr)  mit dem ersten aufsteigenden Licht und der zweiten Morgendämmerung, die sich als feiner Streifen über den Horizont ausbreitet. Es blieb dem Ḥadīth vorbehalten, in unterschiedlichen und kontroversen Aussagen, die sowohl auf den Propheten als auch seine Nachfolger zurückgeführt werden, den Beginn des Fastens am neuen Tag erst mit dem Einbruch der zweiten Morgendämmerung zu beginnen. Es wird sogar als empfehlenswert und nach der Prophetenpraxis als nachahmenswert empfunden, die Saḥūr-Zeit bis zu diesem Zeitpunkt hinauszuzögern (taʾḫīr as-saḥūr). Die Rechtswissenschaft empfand diese Regelung allerdings keinesfalls als Prophetensunna, sondern lediglich als „empfehlenswert“ (Mandūb) bzw. mustaḥabb, ohne verpflichtenden Charakter. Einer Tradition zufolge, verzeichnet u. a. von Muhammad ibn ʿĪsā at-Tirmidhī (gest. 892), soll die Saḥūr-Mahlzeit bis zum ersten Gebet, das den Fastenbeginn des neuen Tages einleitet so lang sein, wie der Vortrag von fünfzig Koranversen.
Für eine mögliche individuelle Gestaltung der Saḥūr-Mahlzeit und für ihre Hinauszögerung bis zu Beginn der zweiten Morgendämmerung spricht ein Bericht des Prophetengefährten Sahl ibn Saʿd ibn Mālik (gest. 706 als letzter Prophetengefährte in Medina): „Ich vollzog den Saḥūr im Kreis meiner Familie, und hatte mich dann zu beeilen, um zum suǧūd (d. h. zur ersten Niederwerfung zu Beginn des Gebets) mit dem Gesandten Gottes (noch) zur rechten Zeit zu kommen.“